# Александър Маккуин
Лий Александър Маккуин, CBE (на английски: Lee Alexander McQueen, на български още като Алекзандър/Аликзандър Маккуин), носител на Ордена на Британската империя, е британски дизайнер на висша мода, известен със задълбочените си познания за изработката на британски облекла по поръчка, тенденцията му в колекциите си да съпоставя женските сила и чувственост с крехкостта на нежния пол, както и с емоционалната сила и необузданата енергия на провокативните му ревюта. Известен още и с факта, че е бил главен дизайнер на френската марка за висша мода Givenchy и с това, че по-късно създава собствен лейбъл, носещ името му.
Със своите постижения в сферата на модата дизайнерът печели четири награди за „Британски дизайнер на годината“ (1996, 1997, 2001 и 2003), както и наградата на Американския съвет на модните дизайнери за „Международен дизайнер на годината“ през 2003 година.

## Първи стъпки и образование
Роден на 17 март 1969 г. в Лондон, Маккуин е син на шофьора на такси Роналд и учителката по социални науки Джойс Маккуин. Той е най-малкото от шест деца. Родителите на бъдещия дизайнер са шотландци. Александър израства в общинско жилище в блок в Стратфорд. Той започва да шие рокли за трите си сестри съвсем малък и още тогава заявява желанието си да стане моден дизайнер.
Маккуин посещава Rokeby School и напуска, когато навършва 16 (през 1985), за да стане стажант на Андерсън и Шепърд, известни шивачи на търговската Savile Row в централен Лондон, след това се присъединява към Гивс и Хоукс, а след това работи с майсторите на театрални костюми Ейнджълс и Берманс. Уменията и знанията, които получава като стажант на Savile Row, помагат на Маккуин да си спечели репутацията на експерт в създаването безупречно ушити облекла в модните среди.

## Кариера
Докато работи на Savile Row, някои от клиентите на Маккуин са Михаил Горбачов и принц Чарлз. На двадесетгодишна възраст дизайнерът работи известно време за Коджи Татсуно, преди да замине за Милано, Италия, и да започне да работи за Ромео Джили.
През 1994 Маккуин се завръща в Лондон и кандидатства за място като конструктор моделиер в Централен колеж за изкуство и дизайн Св. Мартинс. Директорът на магистърската програма обаче е впечатлен от портфолиото му и убеждава младия дизайнер да се запише в курса като студент. Маккуин получава дипломата си за магистър по моден дизайн, а колекцията, с която се дипломира, е купена от влиятелната модна стилистка Изабела Блоу. Смята се, че именно тя успява да убеди Маккуин да използва второто си име Александър, когато впоследствие започва модната си кариера.
Исландската певица Бьорк е облечена в негово творение на обложката на албума си „Homogenic“ от 1997 година. Освен това участва в обработката на видеото към песента „Alarm Call“ от същия албум.
Ранните ревюта на Маккуин налагат репутацията му на човек, който използва противоречиви и шокиращи тактики. Той печели прозвищата „l'enfant terrible“ и „лошото момче на модата“ с панталоните хитро кръстени „bumsters“ (панталони с ниска талия) и колекция носеща името „Highland Rape“. Маккуин е известен и със своите разточителни и необичайни модели обувки: за пролетната колекция от 2003 той пресъздава корабокрушение; пролет 2005 – човешки шахмат; шоуто от есен 2006 се нарича „Вдовиците от Калоден“ (вж. Битка при Калоден) и включва холограми в реален размер на супермодела Кейт Мос, облечена в метри от стелещ се плат.
Неговите „bumsters“ налагат модата на дънките с много ниска талия, при дебюта си те предизвикват много дебати и коментари. Майкъл Оливиера-Салак, директор на Blow PR и приятел на Маккуин казва: „За мен дънките с ниска талия са това, което дефинира Маккуин.“ Дизайнерът е известен и с черепите, които често използва в творенията си. Шалът с тези мотиви се превърна в задължителна част от гардероба на звездите и е копиран и репликиран по целия свят.
Дизайнерът е известен с драматизма и екстравагантността, които внася в ревютата си. Той използва нови технологии и методи, за да добави различен привкус на шоутата си и често шокира и изненадва публиката. Силуетите, които създава, се отличават с фантазия и бунт срещу скучното и традиционното. Маккуин е един от първите дизайнери, в чиито лондонски ревюта дефилират индийски модели.
Маккуин създава и серия от рокли, носещи наименованието „manta“, оценени на около £2800. Линията, кръстена manta ray, е вдъхновена от почивката на дизайнера на Малдивите през 2009 година. Тоалетите от тази колекция са носени от много модели и звезди, включително Лили Коул.

### Givenchy
Президентът на LVMH, Бернар Арно прави сензация, като назначава Маккуин за главен дизайнер на Givenchy през 1996 година. При пристигането си в Givenchy дизайнерът обижда основателя на компанията, наричайки го „несъществен“. Първата котюр колекция на Маккуин за Givenchy е неуспешна, през октомври 1997 година той дори казва в интервю за Vogue, че цялата колекция е била „боклук“. Маккуин смекчава колекциите си за Givenchy, но непокорните му изблици продължават, причинявайки спорове и противоречия през есента на 1998 година, когато модното му шоу включва пръскане с боя върху памучни бели рокли и модела с два ампутирани крака Ейми Мълинс, която дефилира с изящно гравирани дървени протези. Маккуин работи за Givenchy до март 2001 година, когато срокът на договора, за който твърди, че „ограничава креативността му“, изтича.

### Постижения
Маккуин е най-младият дизайнер, който получава титлата „Британски дизайнер на годината“, която печели четири пъти между 1996 и 2003 година. Освен това получава „Ордена на Британската империя“, а Американският съвет на модните дизайнери го провъзгласява за международен дизайнер на годината през 2003 година. Това са само част от многото постижения на Маккуин.
През декември 2000 година Маккуин започва ново партньорство с Gucci, като придобива 51% от компанията и заема поста на художествен директор. Плановете за развитие включват откриване на магазини в Лондон, Милано и Ню Йорк, и пускане на пазара на парфюмите му „Kingdom“ и „My Queen“. През 2005 Маккуин си сътрудничи с Puma в създаването на специална линия спортни обувки за марката. През 2006 година на пазара се появява и McQ, по-младежка мъжка и дамска линия, позиционирана в по-нисък ценови сектор.
Маккуин е първият дизайнер, който взима участие в кампанията на MAC за създаването на козметични продукти от модни дизайнери. Колекцията под името Маккуин се появява на пазара на 11 октомври 2007 година и пресъздава визиите от ревюто есен/зима. Вдъхновение за колекцията е филмът „Клеопатра“ с участието на Елизабет Тейлър, затова и интензивните сини, зелени и тюркоазени сенки и удължените със силна черна очна линия очи силно напомнят на Древен Египет. Маккуин собственоръчно подбира грима.

### Компанията
До края на 2007 година Маккуин притежава бутици в Лондон, Ню Йорк, Лос Анджелес, Милано и Лас Вегас. Много от световноизвестните клиенти, сред които Никол Кидман, Пенелопе Крус, Сара Джесика Паркър и Риана, често са забелязвани облечени в произведения на Маккуин при появата си на различни събития. Бьорк и Лейди Гага често носят тоалети на Маккуин в клиповете си.

## Личен живот
Маккуин не крие, че е гей и казва, че е осъзнал сексуалната си ориентация много млад. Споделя го със семейството си на 18-годишна възраст и след доста труден период в крайна сметка те възприемат ориентацията му. Той обяснява разкриването с думите „Аз бях сигурен в себе си и в сексуалността си и нямам нищо да крия. Отидох направо от утробата на майка си на гей парад“.
През лятото на 2000 Маккуин неофициално сключва брак с партньора си Джордж Форст, режисьор на документални филми, на яхта в Ибиса. Връзката им приключва година по-късно, но двамата остават близки приятели.
Маккуин получава много внимание от медиите през май 2007 година след самоубийството на международната модна стилистка и икона Изабела Блоу. Публикувани са слухове, че по това време между дизайнера и Блоу е имало разрив, като е акцентирано на неблагодарността на Маккуин спрямо Изабела. В отговор на слуховете в едно интервю Маккуин казва:
| „ | Това са такива глупости. Тези хора просто не знаят за какво говорят. Те не ме познават. Не са наясно с отношенията ми с Изабела. Това са пълни глупости. Хората могат да говорят; можете да попитате сестрите ѝ… Тази част от индустрията, те трябва винаги да стоят настрана от личния ми живот, или от моя и на Изабела. Това, което имах с Изабела, няма нищо общо с модата, то е отвъд модата. | “ |

Маккуин е квалифициран водолаз и използва страстта си като източник на вдъхновение в работата си, включително в колекцията от пролет 2010 година „Plato's Atlantis.“ Той много пъти се гмурка на Малдивите.

## Смърт и почит
Следобед на 11 февруари 2010 година е обявена смъртта на Маккуин. Същата сутрин икономът му го намира обесен в гардеробната стая в дома му на Green Street в Лондон. Извикани са парамедици, които го обявяват за мъртъв.
Маккуин умира няколко дни преди модната седмица в Лондон, в която не е планирал да вземе участие, и девет дни след смъртта на майка си Джойс, която почива на 75 години. Дейвид Лашапел, приятел на дизайнера, казва, че преди смъртта си Маккуин е вземал много наркотици и е бил изключително нещастен.
Маккуин оставя бележка, в която пише: „Грижете се за кучетата ми. Съжалявам. Обичам ви. Лий.“ Лондонската полиция твърди, че обстоятелствата около смъртта не са подозрителни, но не потвърждава версията за самоубийство. На 17 февруари 2010 година от моргата на уестминстърския съд обявяват, че при аутопсията е установено, че смъртта на Маккуин е причинена от задушаване и обесване. Маккуин, за когото е установено, че страда от смесено тревожно-депресивно разстройство, взема свръхдоза наркотици, преди са се обеси. През май и юли 2009 година също е вземал свръхдози наркотици, но краят тогава не е бил фатален. Следствието записва, че преди да се обеси с „любимия си кафяв колан“, дизайнерът прерязва вените си с церемониален кинжал и сатър за месо. Патологът д-р Пол Напмън докладва, че „в кръвните проби на дизайнера, взети след смъртта му, са намерени значителни количества кокаин, приспивателни и успокоителни.“
| „ | От името на семейството на Лий Маккуин компания „Александър Маккуин“ днес съобщава трагичната новина, че Лий Маккуин, основател и дизайнер на марката „Александър Маккуин“, е намерен мъртъв в дома си. На този етап е неподходящо да коментираме тази трагедия, освен да кажем, че сме покрусени и споделяме шока и скръбта на семейството на Лий. Семейството на Лий помоли за дискретност и усамотение, за да успее да се справи с тази ужасна новина, и се надяваме, че медиите ще уважат това. | “ |

На 3 февруари 2010 г. Маккуин пише на страницата си в Twitter, че предишния ден е починала майка му, добавяйки: „RIP mumxxxxxxxxxxxxxxxxxxxxxxxxxxx.“ След четири дни пише, че е имал „ужасна седмица“, но „приятелите бяха страхотни“ и „сега някак си трябва да се стегна“. Погребението на майка му е на 12 февруари 2010 г. Бащата, трите сестри и двамата братя на Маккуин го надживяват.
На 16 февруари 2010 г. поп певицата Лейди Гага изпълнява акустична версия на песента си „Telephone“ и продължава с Dance In The Dark на наградите „Брит 2010“. По време на изпълнението Гага почита паметта на дизайнера с думите: „Това е за Александър Маккуин“. Освен това тя му отдава почит и докато приема наградите си за най-добър световен изпълнител, най-добра световна певица и най-добър световен албум.
Други изпълнители, приятели и клиенти на Маккуин, също коментират смъртта му. Сред тях са Кание Уест, Кортни Лав и Кейти Пери.
Погребението на Маккуин е на 25 февруари 2010 г. в църквата „Свети Павел“ в Западен Лондон. По-късно прахът му е разпръснат на остров Скай.
През март 2010 г. е отдадена визуална почит на Маккуин и неговото творение „manta“. Събитието е организирано от Наоми Кембъл, Кейт Мос, Анабел Нилсън и др.
На 20 септември 2010 г. в памет на Маккуин е организирано събитие в катедралата „Сейнт Пол“. Сред присъстващите са Бьорк, Кейт Мос, Сара Джесика Паркър, Наоми Кембъл, Стела МакКартни и Ана Уинтър. Общо гостите са 2500. На 18 феврурари 2010 г. Робърт Полет, президент и изпълнителен директор на Gucci, обявява, че бизнесът на Маккуин ще продължи и без своя основател и художествен директор.